# Camponotus rothneyi
Camponotus rothneyi é uma espécie de inseto do gênero Camponotus, pertencente à família Formicidae.